# Афродита Сиракузская
 Афродита Сиракузская  — мраморная статуя богини Афродиты, древнеримская копия II века н. э. из несохранённого оригинала IV века до н. э. Праксителя. Изображает богиню в момент рождения, когда она выходит из морских волн — тип, известный как «Афродита Анадиомена».
Произведена из паросского мрамора, имеет высоту 1,8 м. Найдена в городе Байи на юге Италии (провинция Кампания). Название «Сиракузской» получила за идентичность со статуей Афродиты, которая хранилась в городе Сиракузы. У статуи отсутствовали голова, шея и правая рука, восстановил утраченные элементы знаменитый скульптор Антонио Канова. Первоначально числилась в коллекции клана Хоупа, потом статую приобрел М. Эмбирикос и в 1924 году передал её в дар Национальному археологическому музею в Афинах.
Статуя изображает молодую почти обнаженную женщину. Из одежды на ней — лишь гиматий (или пеплос), обёрнутый вокруг бёдер. Одежда широко спадает вниз по бокам и сзади, обнажая верх бёдер и ягодиц. Соединённые с постаментом, нисходящие складки гиматия выполняют функцию дополнительной опоры статуи, поскольку ноги, поставленные очень близко друг к другу, не могут обеспечить должной устойчивости. Голова богини повёрнута налево, она опирается на левую ногу, правой рукой прикрывает левую грудь. Такой тип принято называть Venus pudica (Венера Стыдливая) — самым известным примером является «Афродита Книдская».
Аналогичная статуя — копия II века. н. э. с того же оригинала — находится в Сиракузском археологическом музее в городе Сиракузы. Известна под названиями «Венера Сиракузская» или «Венера Ландолинская» (Venus Landolina) — по имени итальянского археолога Саверио Ландолина, который нашел её в развалинах нимфея. Голова и правая рука также потеряны и не восстанавливались.